# Comuna Ulanove, Hluhiv
Ulanove (în ucraineană Уланове) este o comună în raionul Hluhiv, regiunea Sumî, Ucraina, formată din satele Bila Bereza, Bobîlivka, Cervona Zorea, Komarivka, Sîdorivka și Ulanove (reședința).

## Demografie
Componența lingvistică a comunei Ulanove
     Ucraineană (54,19%)
     Rusă (44,88%)
     Alte limbi (0,93%)
Conform recensământului din 2001, majoritatea populației comunei Ulanove era vorbitoare de ucraineană (54,19%), existând în minoritate și vorbitori de rusă (44,88%).